# نك عبد العزيز نك مات
الحاج نك عبد العزيز نك مات (بالجاوية : نئ عبد العزيز بن نئ مت) سياسي ورجل دين ماليزي مسلم. ولد 10 يناير 1930 في كوتا بهارو وتوفي بها في 12 فبراير 2015.

## نبذة
شغل كرسي نائب برلماني عن حزب الحزب الإسلامي الماليزي ما بين 1967 و1986. بعدها انتخب سنة 1986 في المجلس التشريعي ولاية كلنتن. في 1990 ترأس حكومة ولاية كلنتن إلى غاية سنة 2013. كما صار الرئيس الروحي لحزبه ابتداءا من سنة 1991.